# Louis Cutter Wheeler
Louis Cutter Wheeler ( 1910 - 1980 ) fue un botánico, profesor y explorador estadounidense. Se desarrolló académicamente como profesor en la Universidad del Sur de California.

## Algunas publicaciones
- 1941. Euphorbia subgenus Chamaesyce in Canada and the United States exclusive of southern Florida. Rhodora 43:97-154, 168-205, 223-286
- 1941. Euphoribaceae of the Washington-Baltimore area . 10 pp.

### Libros
- 1973. Cobb Estate Nature Trail. 33 pp. Ed. Altadena CA: The Altadenan Publ. Co.

## Honores

### Eponimia
- (Polemoniaceae) Phlox × wheeleriana Sweet[2]
- (Euphorbiaceae) Chamaesyce geyeri var. wheeleriana (Warnock & M.C.Johnst.) Mayfield[3]

- La abreviatura «L.C.Wheeler» se emplea para indicar a Louis Cutter Wheeler como autoridad en la descripción y clasificación científica de los vegetales.[4]